# Бујавица
Бујавица је насељено место у саставу града Липика, у западној Славонији, Република Хрватска.

## Историја
До нове територијалне организације у Хрватској, налазило се у саставу бивше велике општине Пакрац.

## Становништво
На попису становништва 2011. године, Бујавица је имала 33 становника.
| Националност       | 1991.       |
| Срби               | 67 (89,33%) |
| Хрвати             | 0           |
| Југословени        | 1 (1,33%)   |
| остали и непознато | 7 (9,33%)   |
| Укупно             | 75          |